# 菲耶索翁贝蒂亚诺
菲耶索翁贝蒂亚诺是意大利威尼托大区罗维戈省的一个镇，人口约4200人（2004年）。